# زمرة كمومية
الزمرة الكمومية في الرياضيات والفيزياء النظرية تشير إلى أنواع مختلفة من الجبر غير التبادلي مع بنية إضافية. بشكل عام الزمرة الكمومية هي نوع من جبر هوبف ولا يوجد لحد الآن تعريف شامل لها.

## نبذة

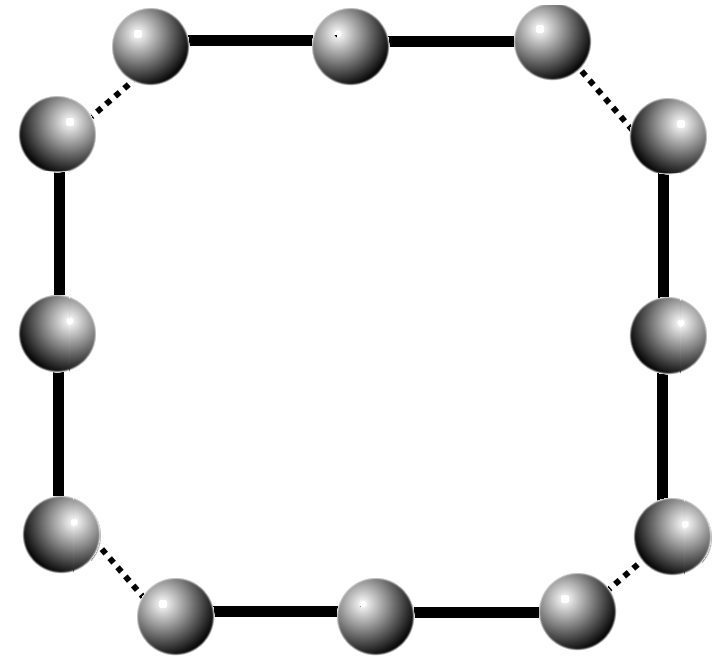
رسم جبر هوبف

ظهر مصطلح «الزمرة الكمومية» لأول مرة في نظرية الأنظمة الكمومية المتكاملة والتي تم بعد ذلك إضفاء الطابع الرسمي عليها من قبل فلاديمير درينفيلد وميشيو جيمبو كفئة خاصة من جبر هوبف. كما يستخدم المصطلح نفسه لجسور هوبف الأخرى التي تقترب من زمرة لاي.

## المعنى الحدسي
لقد كان اكتشاف الزمر الكمومية غير متوقع حيث كان معروفة منذ وقت طويل أن الزمر المدمجة والجسيمات شبه السماوية هي كائنات «صلبة»، وبعبارة أخرى لا يمكن «تشوهها». إحدى الأفكار التي تكمن وراء الزمر الكمومية هي أنه إذا نظرنا إلى بنيتها تتشابه في حجمها لكنها أكبر حيث أن مجموعة الجبر حيث يمكن للمرء أن يفكر في الكائن المشوه كجبر من الدالات على «طوبولوجيا غير تبادلية» في الهندسة غير المتبعة في نظرية ألان كون. ولكن هذا الحدس جاء بعد أن أثبتت فئات معينة من الزمر الكمية جدواها في دراسة معادلة يانغ باكستر الكميّة وطريقة تشتت العكس المعكوس التي طورتها مدرسة ليننغراد على سبيل المثال (لودفيج فادييف، ليون تاختاجیان) والأعمال ذات الصلة من قبل المدرسة اليابانية.